# Amigas de Sorte
Amigas de Sorte é um filme brasileiro do gênero comédia de 2021. Dirigido por Homero Olivetto, o filme narra a história de três amigas de infância que aos setenta anos vivem novas aventuras após uma delas vencer na loteria. Conta com Susana Vieira, Arlete Salles e Rosi Campos como protagonistas.

## Sinopse
Nelita (Susana Vieira), Nina (Arlete Salles) e Rita (Rosi Campos) são três amigas inseparáveis, moradoras do bairro do Bexiga, em São Paulo. Desde crianças, nutrem sonhos: manter a amizade, se dar bem na vida e ficar ricas. Dos sonhos, apenas o da amizade continuou. Nelita é proprietária de um antiquário, Nina é dona de uma cantina, já Rita é uma professora aposentada. As três se encontram no limite com dinheiro e têm suas vidas pacatas ao lado dos maridos, com exceção de Rita, que é lésbica não assumida. Após cinquenta anos apostando semanalmente na loteria, elas já estão acostumadas a perder. Um certo dia, Nina acerta todos os números do jogo e ganha um dinheiro suficiente para arrumar a vida das três. Agora, elas decidem aproveitar a vida longe daqueles que se dedicaram a vida toda. Juntas, elas mentem para suas famílias dizendo que vão pescar no Pantanal, quando na verdade partem para uma viagem até Punta del Este, onde vão se aventurar e fazer coisas que antes estavam longe de suas realidades.

## Elenco
- Susana Vieira ...Nelita
- Arlete Salles ... Nina
- Rosi Campos ... Rita
- Klebber Toledo ... Gabriel
- Otávio Augusto ... Paulo
- Luana Piovani ... Delegada
- Julio Rocha ... Davi
- Bruno Fagundes ... Policial André
- Renato Chocair ... Segurança

## Produção
O filme é baseado em um argumento de Fernanda Young e Alexandre Machado. Traz no elenco três atrizes mais velhas como protagonistas, pouco frequente no cinema recente. Conta com filmagens em São Paulo e em cidades do Uruguai, como Montevidéu e Punta del Este.

## Lançamento
Devido a pandemia de COVID-19, o filme foi lançado diretamente em plataformas de streaming em 17 de maio de 2021.